# Charles McKee
Charles McKee (Seattle, 10 de maio de 1963) é um velejador estadunidense. 

## Carreira
Charles McKee representou seu país nos Jogos Olímpicos de 1988 e 2000, no qual conquistou a medalha de bronze classe 470 em 1988, e bronze em Sydney 2000, na classe 49er 